# حوزه انتخابیه نهم ایندیانا

حوزه انتخابیه نهم ایندیانا

حوزه انتخابیه نهم ایندیانا یک حوزه انتخابیه مجلس نمایندگان آمریکا است که در ایالت ایندیانا قرار دارد.